# Talcahuano
Talcahuano este un oraș și comună din provincia Concepción, regiunea Bío Bío, Chile, cu o populație de 150.499 locuitori (2012) și o suprafață de 92,3 km2.

## Legături externe

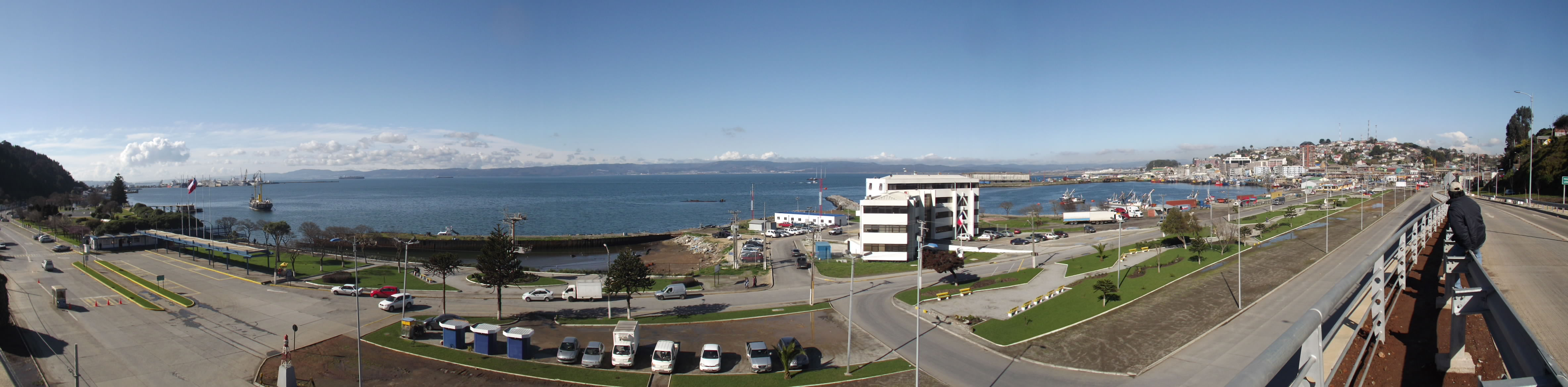
Talcahuano